# Osada
Osada (příp. kolonie) je menší sídlo venkovského typu, větší než samota.
Urbanista a architekt Miroslav Baše z Ústavu územního rozvoje definuje z urbanistického (geografického) hlediska termíny osada a kolonie společně jako synonyma. Osadu nebo kolonii definuje jako prostorově oddělenou nebo integrovanou součást obce, která není obvykle samosprávným útvarem. Osady vznikaly v souvislosti s řešením sociálních potřeb (např. bývalé nouzové kolonie), hospodářskou činností (hornictví, těžba dřeva) nebo s využitím volného času (chatová osada, zahrádková kolonie). Osada je malá skupina domů. Urbanisticky je pro osadu charakteristická pravoúhlá síť parcel obdobných rozměrů, mezi kterými jsou jen nezbytné místní komunikace. Osadám zpravidla chybí veřejný prostor. Do kategorie venkovských sídel (a to osad či kolonií) tedy podle Bašeho geografie zařazuje i zástavbové celky, které nejsou určeny k trvalému bydlení (rekreační, zahrádkářské).
Další (původnější) významy slova postupně zastarávají. Ve středověku bylo synonymem vesnice, občas se do současné doby termín „osada“ používá i pro menší vesnice, které nejsou sídlem obce. Ve starších textech bylo slovo osada používáno i jako zastřešující termín, pod nějž spadá sídelní útvar jakéhokoliv typu.
Pro sídelní útvary větší než samota nebo sedliště, ale menší než vesnice, tj. pro seskupení zhruba 4–15 usedlostí se v typologii sídelních útvarů používá označení víska.

## Osada v Česku
Termín osada se do roku 1964 používal namísto tehdy zavedeného termínu část obce. V právním řádu České republiky se dnes samostatně nebo ve spojení s přívlastky vyskytuje na mnoha místech, třebaže přímo obecně definován není a v Zákoně o obcích také použit není. Použit je například v cenových předpisech, v předpisech o územním plánování a stavebním řádu, o katastru nemovitostí České republiky, o úpravě vlastnických vztahů k půdě a jinému zemědělskému majetku, o ochraně zemědělského půdního fondu a přírody a krajiny, o vodách, o lesích, o myslivosti, o živnostenském podnikání, o správních poplatcích.
Podle Ministerstva financí ČR  se v právním řádu za osadu považuje jedna nebo několik menších a stavebně nesrostlých lokalit současně zastavěného území obce mimo jeho hlavní sídelní část. Rozsah, charakter zástavby a skutečný účel užití staveb lokality není podle stavebního zákona určen výhradně nebo převážně objektům pro individuální rekreaci, tj. rekreačním či zahrádkářským chatám. Za rekreační nebo zahrádkářskou osadu se podle téhož zobecnění považují lokality současně zastavěného území obce, které byly k takovému konkrétnímu účelu užití určeny podle stavebního zákona vydaným územním rozhodnutím nebo stavebním povolením.
V minulosti se termín „osada“ používal i jako synonymum dnešního pojmu sídlo. Například Ottův slovník naučný roku 1906 uváděl: „Město jest dnes osada s četným obyvatelstvem, živícím se hlavně obchodem a průmyslem, a kromě toho i středisko škol, úřadů a četných kulturních ústavů.“ Termín „osada“ byl též součástí obecního zřízení a až do roku 1941 měly osady v některých obcích jistou míru samosprávy. Změnu přineslo až vládní nařízení č. 265/1941 ze dne 12. června 1941, kterým se osady zrušují ve smyslu obecního zřízení. Po druhé světové válce již samospráva osad nebyla nikdy obnovena (existuje však možnost zřídit osadní výbor).
Až do konce roku 1960 označoval termín „uzavřená osada“ zastavěnou část obce, v níž podle pravidel silničního provozu byla omezená rychlost, případně zde platila další specifická omezení či povinnosti. Vyhláška č. 141/1960 Sb. s účinností od 1. ledna 1961 jej nahradila pojmem „uzavřená obec“. V zákoně č. 361/2000 Sb. byl nahrazen legislativní zkratkou slovem obec, jež je vysvětleno pro účely zákona jako zastavěné území v úseku vymezeném dopravními značkami. V ministerském nařízení č. 81/1910 ř. z., o bezpečnostních ustanoveních policejních pro jízdu jízdních silostrojů, byly v různých ustanoveních použity pojmy „uzavřená osada“ a „osada po městsku zastavěná“; Nejvyšší správní soud v září 1934 dospěl k závěru, že jsou oba pojmy totožné. Termín „uzavřená osada“ se vyskytoval také například v moravském stavebním řádu, českých požárních předpisech aj. 
Karel Kuča, autor encyklopedie Města a městečka v Čechách, na Moravě a ve Slezsku, se přimlouval, aby termínem „osada“ byl pro statistické účely nahrazen termín „část obce“ a aby sídelní lokality, které mají jen status základní sídelní jednotky, byly rovněž prohlášeny za osady.

## Osada v USA
Osada se ve Spojených státech označuje slovem hamlet a má jiný význam než v ČR, nemusí to být jen samota, ale může to být i městečko s několika tisíci obyvateli. Pojem osada se vyskytuje jen ve dvou amerických státech,[zdroj?] a to v New Yorku a v Oregonu.

### Stát New York
Ve státě New York nemá osada (hamlet) zákonný status (kromě osad v Adirondackém parku). Většinou je chápána jako komunita nebo městečko. Osady spadají pod okrsky (towns), které jim poskytují většinu městských služeb. Hranice osad většinou nejsou oficiálně definovány, ale může je určit například ZIP kód (poštovní směrovací číslo). Osady ve státě New York nemusí být tak malé, jak tomu většinou bývá v evropských zemích. Například Chestertown v obci Chester v okrese Warren má přes 2100 obyvatel a je považován za osadu střední velikosti. Jiná osada, Ronkonkoma, má dokonce 20 tisíc obyvatel. Osada má často vlastní směrovací číslo, poštu a hasičský sbor.